# 東京都立青鳥特別支援学校
東京都立青鳥特別支援学校（とうきょうとりつ せいちょうとくべつしえんがっこう）は、東京都世田谷区下馬にある公立特別支援学校。知的障害者を教育対象とする。

## 概要
1947年（昭和22年）に創立された日本で最初の公立の知的障害特別支援学校である。「飛躍・敬愛・誠実」を校訓とする。1992年（平成4年）に高等部単独校となった。
2021年（令和3年）4月、東京都では初めてとなる島嶼部の特別支援学校として、八丈島の東京都立八丈高等学校校地内に八丈分教室が開設された。八丈高等学校と合同で行事や学習活動を展開し、世田谷区の本校とはオンライン授業や移動教室などの交流活動を行っている。
2023年（令和5年）4月、職業教育を主とする専門学科である職能開発科が新設された。

## 学部
- 高等部
  - 普通科
  - 職能開発科
  - 八丈分教室（東京都立八丈高等学校内）

## 沿革
- 1947年（昭和22年）4月 - 品川区立大崎中学校分教場として文部省教育研修所（現：国立教育政策研究所）内に創立。
- 1950年（昭和25年）4月 -  東京都立に移管、東京都立青鳥中学校に改称。
- 1951年（昭和26年）9月 - 独立校舎（東京都立光明養護学校校地内）に移転。
- 1957年（昭和32年）
  - 4月 - 東京都立青鳥養護学校に改称、高等部設置。
  - 5月 - 新校舎（世田谷区下馬一丁目5番）に移転。埼玉職業実習所高等部と合併。
- 1958年（昭和33年）4月 - 高等部新校舎ならびに寄宿舎落成。
- 1965年（昭和43年）9月 - 世田谷区池尻一丁目34番に町名地番変更（住居表示：池尻一丁目1番4号）。
- 1992年（平成4年）4月 -  高等部単独校となる。東京都教育委員会の委嘱を受け、心身障害児理解教育地域推進校に指定。
- 1994年（平成6年）4月 - 東京都教育委員会の委嘱を受け、職業教育研究推進校に指定。
- 1997年（平成9年）4月 - 職業学科として都市園芸科設置。
- 2007年（平成19年）3月 - 寄宿舎閉舎。
- 2008年（平成20年）4月 - 東京都立青鳥特別支援学校に改称。
- 2009年（平成21年）3月 - 都市園芸科閉科。
- 2021年（令和3年）4月 - 八丈分教室（東京都立八丈高等学校内）開設。
- 2023年（令和5年）4月 - 仮設校舎（世田谷区下馬二丁目38番23号）に移転。職能開発科設置。

## 行事
本校
- 例年5月に体育祭、1月に文化祭を開催している。文化祭は「青鳥祭」と呼ばれる。
- 1年次に移動教室、2年次に修学旅行、2年次・3年次に校外学習を実施している。さらに、1年生を対象とする1泊2日の宿泊防災訓練を校舎で行っている。

八丈分教室
- 体育祭や文化祭を東京都立八丈高等学校と合同で開催している。また、1年次には本校などへの移動教室、2年次には単独の修学旅行を実施している。

## 部活動

### 本校
- ベースボール部（硬式野球・ティーボール[4]）

2021年創部。2023年、松蔭大学附属松蔭高等学校と東京都立深沢高等学校との連合チームで全国高校野球選手権西東京大会に東京都の特別支援学校として初めて出場する。2024年には単独チームでの出場を果たし、同選手権大会の地方大会に単独出場した全国初の特別支援学校となった。
- 陸上部
- 表現活動部
- 総合文化部

### 八丈分教室
- 放課後活動部[8]

## かつて存在した分校・分教室
- 杉並分校 - 1978年閉校。東京都立中野養護学校（現：東京都立中野特別支援学校）として開校した[9]。
- 港分校 - 1982年閉校。東京都立港養護学校（現：東京都立港特別支援学校）として開校した[9]。
- 梅ヶ丘分教室 - 東京都立梅ヶ丘病院内に設置されていた。2010年閉級。東京都立小児総合医療センターに移転し、東京都立久留米特別支援学校府中分教室となったのち、東京都立武蔵台学園に移管された[9]。
- 久我山分校 - 2010年閉校。東京都立久我山青光学園として開校した[9]。